# Kolitzheim
Kolitzheim là một đô thị ở huyện Schweinfurt bang Bayern, Đức.